# Puppet Master II
Puppet Master II (Puppet Master II: His Unholy Creations) è un film del 1990 diretto da Dave Allen.

## Trama
I temibili pupazzi uccidono degli esperti inviati dal governo statunitense, all'hotel di Bodega Bay per riuscire a capire cosa possa essere successo al gruppo di sensitivi che si erano riuniti (vedi Puppet Master - Il burattinaio). I "puppets" sono riusciti a resuscitare il loro creatore Andre Toulon (Steve Welles). Il mastro Toulon, vuole rendere immortale la ragazza a capo degli esperti di cui si è invaghito, tradendo così la fiducia dei pupazzi che non la prendono bene...